# Provinz Tayacaja
Die Provinz Tayacaja ist eine von sieben Provinzen der Region Huancavelica in Zentral-Peru. Die Provinz hat eine Fläche von 3371 km². Beim Zensus 2017 lebten 86.172 Menschen in der Provinz. Im Jahr 1993 lag die Einwohnerzahl bei 97.639, im Jahr 2007 bei 104.901. Die Provinzverwaltung befindet sich in der Kleinstadt Pampas.

## Geographische Lage
Die Provinz Tayacaja liegt etwa 240 km ostsüdöstlich der Landeshauptstadt Lima. Sie liegt in der peruanischen Zentralkordillere. Der Oberlauf des Río Mantaro bildet die südwestliche Provinzgrenze, der Unterlauf des Río Mantaro durchquert die Provinz in nördlicher Richtung und wendet sich anschließend nach Osten, wobei er entlang der nördlichen Provinzgrenze verläuft. 
Die Provinz Tayacaja grenzt im Nordwesten an die Provinz Huancayo (Region Junín), im Nordosten an die Provinz Satipo (ebenfalls in der Region Junín), im Osten an die Provinz Huanta (Region Ayacucho) sowie im Süden an die Provinzen Churcampa und Huancavelica.

## Verwaltungsgliederung
Die Provinz Tayacaja gliedert sich in 21 Distrikte (Distritos). Der Distrikt Pampas ist Sitz der Provinzverwaltung.
| Distrikt              | Verwaltungssitz       |
| --------------------- | --------------------- |
| Acostambo             | Acostambo             |
| Acraquia              | Acraquia              |
| Ahuaycha              | Ahuaycha              |
| Andaymarca            | Andaymarca            |
| Colcabamba            | Colcabamba            |
| Daniel Hernández      | Mariscal Cáceres      |
| Huachocolpa           | Huachocolpa           |
| Huaribamba            | Huaribamba            |
| Ñahuimpuquio          | Ñahuimpuquio          |
| Pampas                | Pampas                |
| Pazos                 | Pazos                 |
| Pichos                | Pichos                |
| Roble                 | Puerto San Antonio    |
| Quichuas              | Quichuas              |
| Quishuar              | Quishuar              |
| Salcabamba            | Salcabamba            |
| Salcahuasi            | Salcahuasi            |
| San Marcos de Rocchac | San Marcos de Rocchac |
| Santiago de Tucuma    | Santiago de Tucuma    |
| Surcubamba            | Surcubamba            |
| Tintay Puncu          | Tintay                |